# 浅間ハイランドパーク
浅間ハイランドパーク（あさまはいらんどぱーく）は、浅間山の山麓に広がる北軽井沢の総合リゾート地。
標高約1,300メートルの浅間高原に位置し、22万坪の敷地内には、別荘地やホテル、テニスコート、ボウリング場などがある。

## 概要
1967年（昭和42年）に、第一観光開発株式会社が群馬県吾妻郡嬬恋村内に開場した。
上信越高原国立公園の特別地域内にあり、高山植物のガンコウランやクロマメノキなどが自生している。
園内は、入口側に施設全般のパブリックゾーンと、奥側に別荘地が広がるプライベートゾーンに分けたゾーニングがされている。
プライベートゾーンの出入口には、セキュリティーゲートが設置されており、関係者以外の車両は入れないシステムになっている。
別荘地は総区画数573区画（計画値）。現在も建売や別荘地が分譲中であるが、11棟のリゾートマンションは分譲済。
パブリックゾーンには、テニスコートなどを始め、リゾート観光客が利用できるようなレジャー施設があり、毎年10月には、北軽井沢の杜クラフトフェアのイベント会場として利用されている。

## 施設一覧
- 浅間ハイランドパーク管理事務所
- ホテル・コテージ（ホリデイビラ軽井沢 ホテル＆リゾート）
- ボウリング場（ハイランドパークレーン）
- カフェ・レストラン（アタゴオル）
- ショッピングストア（ハイランドマート）
- 屋外プール（夏季営業。ホテル敷地内）
- テニスコート
- パターゴルフ
- ディスクゴルフ
- ターゲットバードゴルフ
- アーチェリー
- 釣り・ボート池（冬季はスケートリンク）
- ガソリンスタンド（ENEOS　浅間ハイランドパークSS）

## 交通アクセス
JR軽井沢駅より草軽交通バスで、浅間ハイランドパークを下車（駅より約34分）。
または、上信越自動車道で碓氷軽井沢インターチェンジより車で約40分。